# 美國經濟學與社會學刊
《美國經濟學與社會學刊》（The American Journal of Economics and Sociology）是一份1941年起出版的美國經濟學與社會學學術期刊，由羅伯特·沙爾肯巴赫基金會（Robert Schalkenbach Foundation）贊助、Wiley-Blackwell出版，現任主編是密蘇里大學堪薩斯分校經濟學教授費德里克·李（Frederic S. Lee）。該期刊是為了延續對美國政治經濟學家、社會哲學家亨利·喬治研究的討論而創辦。
根據《期刊引證報告》數據顯示，《美國經濟學與社會學刊》在2011年時的影響因子是0.302，在138份社會學期刊中排名第107。

## 外部連結
- 《美國經濟學與社會學期刊》在出版社官網上的介紹 （页面存档备份，存于） （英文）